# Alec Cleland
Alec Cleland, właśc. Alexander Cleland (ur. 10 grudnia 1970 w Glasgow) – szkocki piłkarz grający na pozycji obrońcy oraz trener.